# Chiesa d'Oriente
La Chiesa d'Oriente o Chiesa siriaca orientale (in siriaco ܥܕܬܐ ܕܡܕܢܚܐ Ēdṯāʾ d-Maḏenḥā), detta impropriamente Chiesa nestoriana o Chiesa persiana è stata una Chiesa cristiana pre-efesina, sorta in Mesopotamia nel V secolo e durata fino al 1552.
La separazione della Chiesa d'Oriente dalle altre Chiese cristiane avvenne per il rifiuto di accettare la definizione del concilio di Efeso del 431, che condannò Nestorio e definì dogmaticamente che Maria è Theotókos (genitrice di Dio). A livello teologico, la Chiesa d'Oriente si caratterizzò quindi per il riconoscimento dei soli primi due concili ecumenici (concilio di Nicea I del 325 e concilio di Costantinopoli I del 381) e per la venerazione di Nestorio come santo.
La Chiesa d'Oriente conobbe una rapida espansione che portò i suoi missionari a fondare comunità fino all'India (dove già esistevano comunità cristiane autoctone, i cosiddetti "cristiani di san Tommaso") e alla Cina. La comunità monastica siriaco-orientale stabilitasi a Chang'an (antico nome di Xi'an, capitale della dinastia Tang) fu, nel VII secolo, la prima documentata comunità cristiana nel Paese orientale.
Con lo scisma del 1552 la Chiesa d'Oriente si divise in due: la Chiesa cattolica caldea (che entrò in comunione col Papa) e la Chiesa assira d'Oriente; da quest'ultima si è poi successivamente separata, nel 1964, l'Antica Chiesa d'Oriente.

## Terminologia
Nella tarda antichità si chiamava "Chiesa d'Oriente" quella di cui il patriarca o catholicos aveva sede a Seleucia-Ctesifonte, città situata circa 30 km a sud dell'odierna Baghdad, capitale dell'Impero persiano. Per contro, le chiese di Costantinopoli, Gerusalemme, Alessandria e Roma erano da essa considerate "d'Occidente". La denominazione di preferenza nei primi documenti della stessa chiesa fu proprio questa. La Chiesa d'Oriente è conosciuta anche come "Chiesa persiana" a motivo della sua fondazione nell'Impero persiano, nonostante la sua area di diffusione fosse molto più estesa.
Per aver rigettato l'autorità del concilio di Efeso, che (a suo parere ingiustamente) condannò Nestorio come eretico, venne chiamata in Occidente "nestoriana". Attualmente si evita questo termine, anche perché gli studiosi concordano sul fatto che Nestorio non fosse "nestoriano" nel senso che non insegnò la dottrina conosciuta come nestorianesimo, secondo la quale in Cristo ci sono due individui distinti, l'uno divino, l'altro umano.
Altro nome è "Chiesa siriaca orientale" in riferimento alla lingua siriaca della sua liturgia (rito caldeo) e per distinguerla dal cristianesimo siriaco "occidentale", del quale sono esempi la Chiesa ortodossa siriaca, la Chiesa cattolica sira e la Chiesa maronita.
L'identità con l'originale Chiesa d'Oriente è rivendicata da ognuna delle chiese in cui essa è ora divisa:
- la Chiesa cattolica caldea (circa 400.000 fedeli nel 2003,[3] circa 628,000 nel 2017[4]);
- la Chiesa assira d'Oriente (circa 385.000 fedeli nel 2003,[5] circa 400.000 nel 2015[6]);
- l'Antica Chiesa d'Oriente (circa 50–70.000 fedeli nel 2003,[7] forse 100.000 nel 2015[8]).

## Storia

### Inizi del cristianesimo in Mesopotamia e Persia
La Chiesa d'Oriente considera come proprio fondatore san Tommaso apostolo. Secondo una tradizione consolidata, l'apostolo fu seguito in missione da Addai (Taddeo di Edessa), uno dei settanta discepoli di Gesù e primo vescovo di Edessa. Addai e il suo discepolo Mari fondarono il cristianesimo in Mesopotamia già nel I secolo. Mari è considerato il fondatore della più antica diocesi della Mesopotamia, quella di Kashkar e inoltre della sede di Ctesifonte, destinata a diventare sede patriarcale della Chiesa d'Oriente.
La storiografia moderna però ritiene che la cristianizzazione della Mesopotamia non possa essere fatta risalire a prima del III secolo, senza negare tuttavia una possibile precedente attività apostolica. I due centri propulsori della nuova religione furono Edessa di Osroene (Roha in siriaco, oggi Urfa) e Nisibi. Edessa ospitava una fiorente colonia ebraica ed era inserita in un universo ellenizzato. Nonostante il suo cosmopolitismo, conservò sempre come lingua liturgica il siriaco (una variante centro-orientale dall'aramaico), che rimane tutt'oggi la lingua liturgica delle chiese siriache orientali (sue discendenti). Le chiese di Mesopotamia e Persia adottarono il rito liturgico siro-orientale, nato ad Edessa.
Al primo concilio ecumenico della storia del cristianesimo, quello di Nicea nel 325, parteciparono, secondo Eusebio di Cesarea, due vescovi venuti da città poste al di fuori dei confini dell'Impero romano, un persiano e un goto. Gelasio di Cizico parla della presenza di "alcuni provenienti dalla Persia". Le liste dei presenti includono quella di "Giovanni [vescovo] di Perside", la firma del quale appare immediatamente dopo quelle dei vescovi di Edessa, Nisibi, Resmata e Macedonopoli, città della provincia romana della Mesopotamia.
Questo primo concilio ecumenico riaffermò, senza specificarli, i privilegi del vescovo di Antiochia nel contesto del riconoscimento dell'autorità dei vescovi di Roma e di Alessandria sulle chiese di province civili romane al di fuori di quella di cui erano i metropoliti. Il secondo concilio ecumenico, tenutosi a Costantinopoli nel 381, stabilì con il canone II l'autorità del Patriarca di Antiochia sulla diocesi civile romana d'Oriente, che comprendeva diverse province romane, fra le quali Osroene e Mesopotamia, che confinavano con l'Impero persiano.

### Formazione di una specifica Chiesa d'Oriente

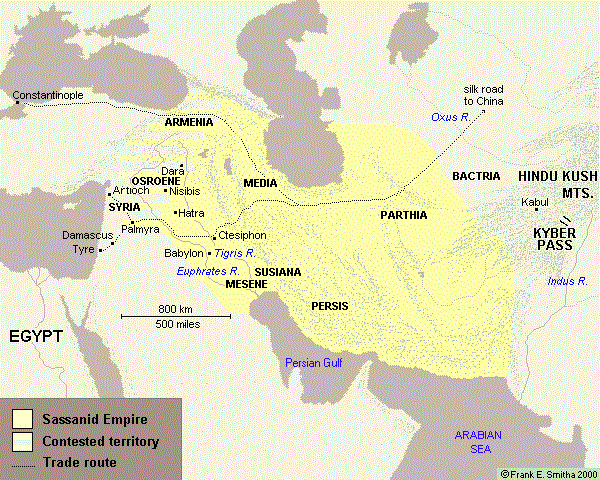
Impero sasanide al tempo di Sapore I (241-272)

Nel 315, dieci anni prima del Concilio di Nicea I, Papa bar Aggai, vescovo di Seleucia-Ctesifonte (310 - c.329), volle imporre il primato della sua sede, capitale persiana, sugli altri vescovati mesopotamici e persiani e adottò il titolo di Catholicos ("colui che ha autorità universale") d'Oriente. Nonostante la resistenza di alcuni vescovi (fra i quali Giovanni, che nel 325 partecipò al Concilio di Nicea I), questa pretesa fu accettata pienamente dal primo concilio di tutta la Chiesa d'Oriente, il Concilio di Seleucia-Ctesifonte (410), nel suo canone XII: "Accettiamo ben volentieri e riceviamo l'ordine imposto da Yazdgard, Re dei re, su tutti i vescovi di queste terre d'Oriente e su quelli che verranno dopo di noi, di obbedire in tutte le cose giuste e prescritte al vescovo, catholicos, arcivescovo, metropolita di Seleucia e Ctesifonte, fino alla venuta di Cristo, cioè a tutti i vescovi che siederanno sul sublime trono di tale Chiesa".
Il Concilio del 410 organizzò la Chiesa d'Oriente in province ecclesiastiche (canone XXI) sul modello delle province dell'impero bizantino. Ogni provincia faceva capo ad un metropolita. Quella primaziale di Seleucia-Ctesifonte, delle quali il catholicos era metropolita, e le cinque più vicine costituivano le province "interne", alle quali nel corso della storia si aggiunsero altre esterne. Nel IX secolo le province della Chiesa d'Oriente erano 25, e alla fine dello stesso secolo quasi 30, alcune delle quali in Cina e in India.
Il Concilio adottò pure il simbolo della fede del Concilio niceno, non il simbolo niceno-costantinopolitano che il Concilio di Calcedonia (451) poi attribuì al Concilio di Costantinopoli I (381).

### Allontanamento dal cristianesimo occidentale

Frontiera romano-sasanide nel 387 e nel 591

Nel II e III secolo la Mesopotamia fu attraversata dai conflitti tra Impero romano e i Parti fino al 224 e poi i Sasanidi. A causa di una guerra semi-permanente, fu sempre più difficile per i cristiani dell'Impero sasanide rimanere in comunione con le chiese nell'Impero romano, che nel IV secolo, sotto l'imperatore Costantino I, aveva liberalizzato il credo religioso (Editto di Milano). I cristiani correvano il rischio di essere considerati traditori e alleati dei nemici romani, con i quali condividevano la fede cristiana. Un gran numero di martiri persiani furono uccisi durante le persecuzioni messe in atto da Sapore II a partire dall'anno 340 circa. Yazdgard I (399–420/421), all'inizio molto tollerante, scatenò anch'egli una persecuzione; la situazione continuò sotto Bahram V (421-438).
Nel 424, al concilio di Markabta, i 36 vescovi presenti proclamarono la propria autonomia rispetto al Patriarcato di Antiochia e alle autorità ecclesiastiche dell'Impero romano e la loro fedeltà al proprio Catholicos al proprio re. Ciò non significa che la Chiesa d'Oriente, fuori dell'Impero romano, sia stata anteriormente soggetta al patriarcato di Antiochia: nessun documento dell'antichità ecclesiastica afferma una simile dipendenza, idea che appare per la prima volta in certi testi medievali.
Nel 431 il concilio di Efeso condannò il nestorianesimo. La Chiesa d'Oriente non riconobbe tale decisione. La Chiesa d'Oriente non aderì neppure alle decisioni prese al concilio di Calcedonia (451), che espresse la condanna del monofisismo. I re (scià) persiani si schierarono apertamente con i nestoriani, ai quali garantirono protezione. Mentre si diffondeva in Persia il credo nestoriano, con il beneplacito di re Peroz I (457-484), il catholicos della Chiesa d'Oriente Babowai manteneva la comunione con le chiese d'Occidente. Barsauma, metropolita di Nisibi, una delle sei principali ("interne") sedi metropolitane della Chiesa d'Oriente, ex docente alla Scuola di Edessa, da dove fu espulso per nestorianesimo, convocò nel 484 il sinodo di Beth Lapat, che votò la deposizione di Babowai. Questi fu poi accusato di tradimento e giustiziato.
Nello stesso anno Peroz I venne ucciso in battaglia dagli Unni bianchi. Il suo successore fece nominare catholicos Acacio al vertice della Chiesa d'Oriente (485). Acacio convocò nel 486 a Ctesifonte un sinodo che annullò quello di Beth Lapat, ma adottò due decisioni del sinodo annullato:
1. contro il monofisismo affermò la dottrina di Teodoro di Mopsuestia, maestro di Nestorio, motivo per cui le chiese d'Occidente etichettarono come nestoriana la Chiesa d'Oriente (canone 1)[16];
2. permise il matrimonio a tutti i membri del clero, anche se avessero scelto la vita di continenza come monaci (canone 3).[16]

Nel 489, quando l'imperatore bizantino Zenone fece chiudere la scuola di Edessa per le sue tendenze nestoriane, Barsauma, che morì nel 491, l'accolse a Nisibi (circa 200 km più ad est), cioè in territorio persiano, facendo rivivere la Scuola di Nisibi, scuola teologica fondata nel 350, chiusa dopo il Concilio di Calcedonia (451) perché i suoi insegnamenti erano stati considerati eretici. La rifondata Scuola di Nisibi divenne poi il principale centro dei nestoriani in Oriente. Lo scià Cosroe I (501-579), incaricò alcuni insegnanti della Scuola di Nisibi di avviare una Scuola in una città di recente fondazione, Gundishapur, in Persia. Nacque così l'Accademia di Gundishapur, che divenne il maggiore centro culturale dell'impero sasanide.

### Diofisismo e monofisismo
Nel 571 Abramo di Kashkar fondò un nuovo monastero sul Monte Izla, una montagna sovrastante Nisibi, per recuperare un'osservanza monastica più severa, abbandonando le norme fondanti della Chiesa siro-orientale. Un suo discepolo, Henana di Adiabene, divenne il nuovo rettore della scuola di Nisibi. Henana successivamente ruppe con la tradizione teologica antiochena di Teodoro e ritornò all'insegnamento monofisita di Origene. I tentativi di censura da parte dei vescovi e la condanna contro Henana non sortirono alcun effetto, a causa della sua protezione da parte della corte reale. Egli, infatti, poté restare a capo della sua scuola, anche quando questa rimase semi-deserta. La Chiesa d'Oriente si spaccò in due: da una parte la tradizione antiochena (rappresentata dal pensiero di Teodoro, vicino al duofisismo); dall'altra la teologia alessandrina (rappresentata dall'insegnamento di Origene, vicino al monofisismo).
Il periodo di guerra 610–628 tra Persiani e Bizantini indebolì la stabilità della Chiesa d'Oriente; diverse sedi e molte regioni finirono in mano alla Chiesa monofisita. La Chiesa d'Oriente non poté scegliere un nuovo catholicos, e la sua tradizione teologica venne cancellata da Henana. In quegli anni la componente duofisita si raccolse attorno a Babai il Grande. Egli, insieme con l'arcidiacono Mar Aba, amministrò la chiesa senza possederne l'autorità, non essendo investito del titolo di catholicos. Ma nella sua posizione ufficiale di «visitatore dei monasteri del nord», Babai ebbe l'autorità di investigare sull'ortodossia dei monaci dei cenobi della Mesopotamia settentrionale e di rinforzarne la disciplina. In particolare egli ottenne l'espulsione di tutti i monaci che avevano contratto matrimonio.
Babai e i suoi discepoli lavorarono alacremente per difendere l'eredità di Teodoro: scuole rivali a quella di Henana furono fondate a Nisibi e Balad, e il monastero di Mar Abraham, guidato da Babai, accolse un discreto numero di studenti fuoriusciti dalla scuola di Nisibi di Henana. Babai stesso scrisse un gran numero di commentari ed agiografie per sconfiggere i monofisiti e l'origenista Henana, sviluppando quella che fu considerata la vera cristologia siro-orientale. Egli affermava che le due qnome (essenze) non fossero mescolate ma erano unite nell'unica parsopa (persona) di Cristo. La campagna di difesa ebbe infine successo: nel 612 gli insegnamenti di Teodoro vennero canonizzati. Presto gli scritti di Babai e la sua cristologia divennero regole canoniche, e gli scritti di Henana vennero banditi e destinati all'oblio. Il movimento monastico siro-orientale venne purificato e riguadagnò slancio.
La Chiesa si dimostrò ben organizzata anche dopo la conquista islamica (Ctesifonte fu presa verso il 640) e fiorì per molte generazioni, almeno fino al XII secolo, nel quale l'anno di svolta fu il 1145, quando Edessa fu catturata dai turchi e islamizzata.

### Evangelizzazione nella penisola arabica, in Asia centrale, India ed Estremo oriente

Area di espansione dell'attività missionaria della Chiesa d'Oriente.

Province ecclesiastiche della Chiesa d'Oriente nel X secolo.

La Chiesa d'Oriente mantenne un'organizzazione molto centralizzata: i vescovi continuarono ad essere nominati dal patriarca a Seleucia-Ctesifonte (dall'anno 775 a Baghdad), che li sceglieva tra il clero siriaco o iranico. Essi poi si recavano nella città dov'erano stati destinati. Solo i sacerdoti erano autoctoni. Alla centralizzazione gerarchica si accompagnò la centralizzazione liturgica: le preghiere e la Santa Messa furono recitate in siriaco, anche presso le popolazioni cinesi e mongole.
A Nord della Persia vi è una vasta area pianeggiante, attraversata dal fiume Amu Darya, anticamente chiamata Corasmia. Monaci nestoriani predicarono il cristianesimo, diffondendo con esso l'alfabeto aramaico. La maggioranza della popolazione, zoroastriana, tollerò il nuovo credo. Gli arabi invasero la regione nel VII secolo. Dopo qualche decennio di pacifica convivenza, nel 705 il generale Qutayba ibn Muslim lanciò il Jihād contro i non musulmani e distrusse quasi completamente ogni testimonianza scritta, sia cristiana sia zoroastriana.

#### Penisola arabica
Missionari della Chiesa d'Oriente raggiunsero le isole del golfo Persico nel corso del IV secolo, e comunità cristiane organizzate con i loro vescovi sono documentate agli inizi del V secolo in Bahrein (diocesi di Mâšmâhîg) e Arabia Saudita (diocesi di Dayrîn sull'isola di Tarout). Altre comunità e chiese nestoriane sono documentate in Oman e nell'isola di Socotra, dove è documentata una sede vescovile fino al XIII secolo. Queste comunità in genere scomparvero con l'avvento dell'islam dopo il VII secolo.

#### India

Diocesi della Chiesa d'Oriente.

La comunità dei cristiani di san Tommaso fa risalire le proprie origini alla predicazione dell'apostolo Tommaso. Molti cristiani, per sfuggire alle persecuzioni in atto nell'impero persiano, si trasferirono nella costa occidentale e meridionale del subcontinente indiano, fino allo Sri Lanka, dove una diocesi nestoriana è attestata nel VI secolo. Arrivò nel Kerala nell'VIII secolo, secondo una tradizione locale, un importante gruppo di cristiani persiani che facevano capo ad un certo Tommaso di Cana. Riferimenti specifici della Chiesa indiana cominciarono ad apparire in note persiane dal VII secolo. Il metropolita dell'India ed il metropolita della Cina sono menzionati nelle note di alcune consacrazioni dei patriarchi.
La Chiesa d'Oriente in India fu inserita inizialmente nella giurisdizione del metropolita della Regione di Fars. Nel 650 circa il patriarca Ishoyahb III (649–660) consolidò la preminenza della Chiesa d'Oriente sulla comunità cristiana di san Tommaso istituendo la provincia ecclesiastica dell'India, una delle grandi province esterne (lontane e staccate dal territorio centrale) della Chiesa d'Oriente. Da questo momento la Provincia dell'India fu guidata da un metropolita, proveniente dalla Persia, il "Vescovo Metropolita della Sede di San Tommaso e di tutta la Chiesa cristiana dell'India". La sua sede metropolita fu probabilmente a Cranganore, (o forse Mylapore), dove si trovava il santuario di san Tommaso. Sotto di lui vi erano un numero variabile di vescovi, così come un arcidiacono nativo, che aveva autorità sul clero e che deteneva anche un forte potere temporale. Nell'VIII secolo il patriarca Timoteo I (780 – c.823) riservò al patriarca l'ordinazione del metropolita dell'India.

#### Cina, Mongolia e Tibet

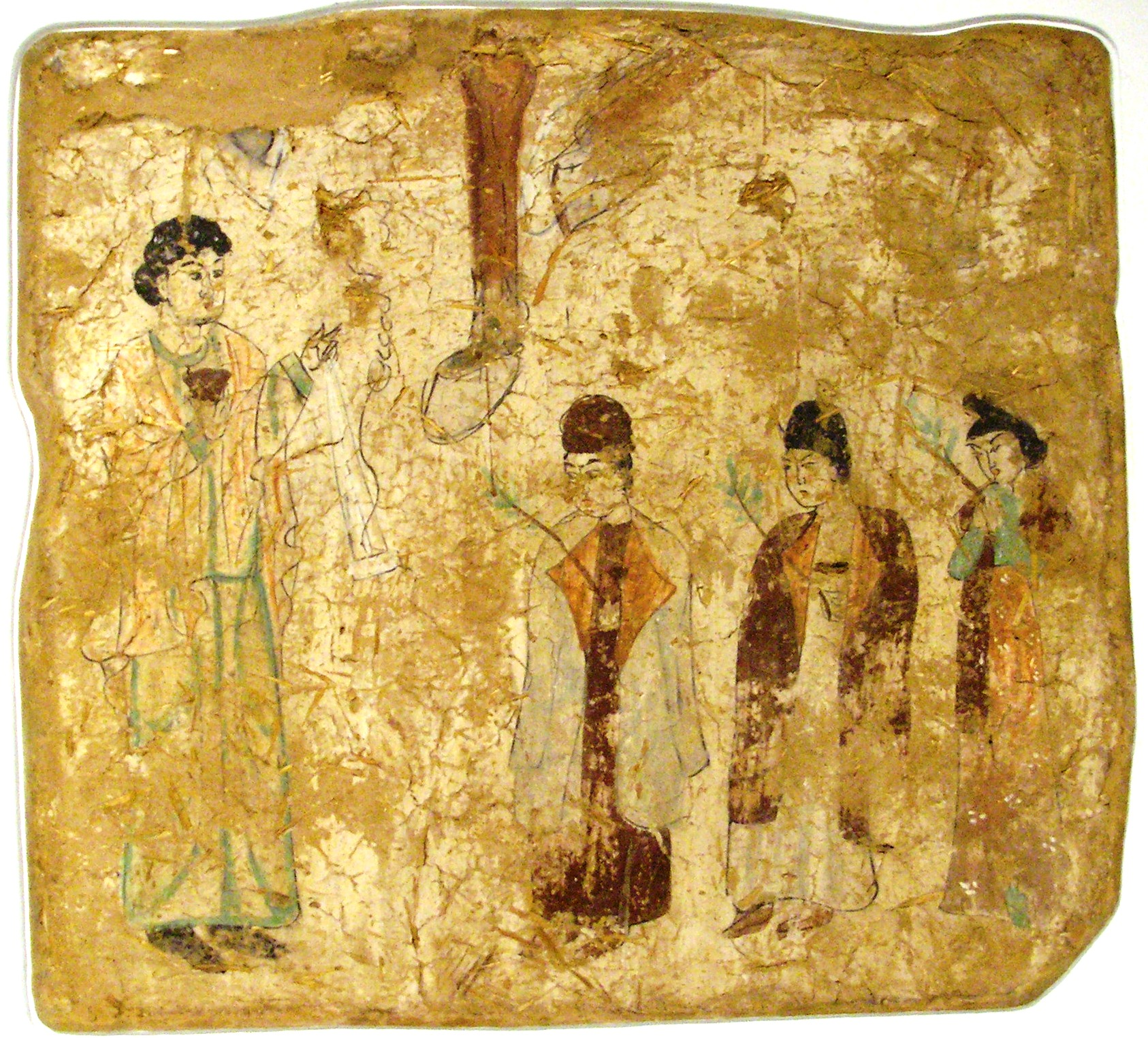
Processione di Domenica delle Palme, dipinto murale di un tempio nestoriano a Khocho, 683–770

I primi missionari cristiani a raggiungere la Cina furono dei monaci della Chiesa d'Oriente. Furono parimenti due monaci della Chiesa d'Oriente i primi a rompere il monopolio cinese della produzione di seta: tra il 550 e il 552 essi riuscirono a trafugare delle uova di bombice, portandole dalla Cina fino a Costantinopoli, dove le mostrarono all'imperatore Giustiniano.
Il più antico documento che testimonia la presenza cristiana nel paese della grande muraglia è la Stele di Xi'an, scolpita nel febbraio 781 e collocata nel recinto del monastero siro-orientale dell'allora capitale cinese. Nota impropriamente come "Stele nestoriana", è una pietra alta più di 3 metri, incisa su calcare nero, in caratteri cinesi e siriaci. L'iscrizione reca il titolo Memoriale della diffusione in Cina della Religione della luce proveniente da Daqin. Rinvenuta nel 1623, la stele oggi è conservata nel Museo provinciale di Xi'an «Foresta di Stele».
Il monumento narra la storia della comunità cristiana dalla fondazione, nel 635, quando il monaco Alopen giunse a Chang'an (nome antico di Xi'an, fino al Medioevo capitale dell'impero Tang), e da lì cominciò a predicare la «religione della luce» (Jing Jiao). L'imperatore Tai Zong, con un decreto del 638, consentì la diffusione della religione cristiana, giudicandola «eccellente… vivificante per l'umanità, indispensabile».
Recenti ricerche storiche hanno fatto emergere la presenza del cristianesimo siro-orientale in Tibet sin dal VI e VII secolo. Nel 782 il patriarca Timoteo I (780-c.823) indicò i tibetani come una delle più significative comunità della Chiesa d'Oriente; successivamente scrisse della necessità di eleggere un altro vescovo (794). Fu proprio durante il patriarcato di Timoteo I che la Chiesa d'Oriente raggiunse la sua massima espansione geografica. Timoteo elencò in una lettera i territori raggiunti dall'opera missionaria della Chiesa:
Nell'845 l'imperatore Wu Zong proibì il buddismo, il cristianesimo e tutte le religioni straniere e fece distruggere tutte le chiese. Però fra gli Uiguri (nell'odierno Xinjiang), i Kitai e i Mongoli la Chiesa d'Oriente continuò ad esistere fino al XIV secolo. Un alto prelato di etnia uiguri, Rabban Marco, venne eletto patriarca con il nome di Yab-Alaha III nel 1281, e il monaco Rabban Bar Sauma (circa 1220–1294) viaggiò da Pechino a Roma per perorare l'avvio di una crociata assieme ai mongoli contro i Mamelucchi. Fu invitato a colloquio dai cardinali della Curia romana. I porporati gli chiesero: "Qual è la tua fede? Esponi il tuo credo". Rabban Bar Sauma rispose: "Io credo in un Dio nascosto, eterno, senza inizio e senza fine, Padre, Figlio e Spirito Santo, tre ipostasi uguali e non separate. Non c'è tra loro primo o ultimo, né giovane o anziano: essi sono uno quanto alla natura ma tre quanto alle ipostasi. Il Padre è generatore, il Figlio è generato e lo Spirito Santo è procedente".
Un monumento risalente al XIV secolo testimonia l'esistenza a Zhoukoudian nel distretto di Fangshan (non lontano da Pechino) del monastero della Croce. Nel 2003 gli archeologi hanno scoperto che una comunità appartenente alla Chiesa d'Oriente continuò a vivere in Cina anche dopo l'editto di Wu Zong, per diversi secoli, pur tagliata fuori da ogni contatto con l'esterno, e continuò ad avere il suo patriarca. A sud del lago Balkash è stato ritrovato un cimitero cristiano risalente al XIII-XIV secolo. I nomi di persona dei defunti sono cristiani, mentre i cognomi sono locali.

### Sotto mongoli e turchi
Nel XIII secolo la Chiesa d'Oriente contava 27 sedi metropolitane e 250 sedi vescovili, in un territorio che si estendeva dalla Mesopotamia a Pechino (all'epoca Khān bālīq), con vari milioni di fedeli. Alcune popolazioni mongole avevano abbracciato il cristianesimo siro-orientale, amalgamandolo con le loro antiche radici sciamaniche: così fece la tribù Kiyad. Altre tribù di etnia mongola, come i Kherejt (stanziati a nord del lago Bajkal), i naiman, i merkit e gli ongud abbracciarono questa fede. I comandanti (khan) dei mongoli da Shingkor Dokshin (XI secolo) a Kabul Khan (1130-1147) professarono il cristianesimo siro-orientale. Anche il padre di Gengiz khan, Yesugei (1140-1177) ebbe tale fede, così come la nuora, Sorghaghtani Beki (della tribù Kherejt), madre del futuro Gran Khan Kublai (1215-1294). Appartenne alla tribù dei Kherejt anche il maggior rivale di Gengiz khan, Toghril khan. Suo padre, Qourdjaqouz Khan, nelle fonti è ricordato come “re siriaco”. Dopo la conquista mongola della Cina (1206), la Chiesa d'Oriente riprese vigore e nuove comunità vennero fondate.
Nel 1258 le truppe del Khan Hülegü assediarono e conquistarono Bagdad, sconfiggendo i musulmani. La dinastia di Hülegü dominò per circa un secolo il territorio racchiuso tra i fiumi Indo, ad est, e Tigri, ad ovest. Iniziò un lungo periodo di pace, che consentì alla chiesa d'Oriente di risollevarsi. La nuova capitale dell'Ilkhanato (così si chiamò il regno fondato da Hülegü) fu posta a Maraga, nell'Altopiano iranico. Poco tempo dopo la sede della Chiesa d'Oriente vi fu trasferita da Bagdad. Grazie al patriarca Yab-Alaha III (1281–1317) i cristiani conobbero una fase di prosperità, che ebbe influenza anche nelle arti. Furono costruite molte chiese; risalgono a questo periodo anche gli ultimi conventi fondati in Persia. Essi furono: il monastero di Bar Sauma, vicino a Tabriz (fu visitato da Marco Polo) il nuovo monastero di Maraga e quello dedicato a San Giovanni Battista, sempre a Maraga (fondato da Yab-Alaha III nel 1301).
Dopo la conversione degli Ilkhan all'islam (a cominciare da Ghazan Khan nel 1295) per la Chiesa d'Oriente iniziò un periodo di decadenza. La Chiesa si ripiegò su se stessa ed avviò nuovamente una lotta per la sopravvivenza. I legami con le comunità dell'Asia orientale si sciolsero ed esse decaddero dopo poche generazioni, tranne quelle dell'India.
L'invasione della Mesopotamia da parte dei turchi di Tamerlano, avvenuta nel 1380, misero in ginocchio la Chiesa d'Oriente, riducendola a poche scarne comunità in Mesopotamia (l'alta valle del Tigri), Persia, Cipro, nell'India meridionale e nell'isola di Socotra. In Cina il dominio mongolo era caduto nel 1368.
Nel 1534 i Turchi Ottomani conquistarono Bagdad. L'Impero turco pose i cristiani della Chiesa d'Oriente sotto la giurisdizione della Chiesa apostolica armena. Alla Chiesa d'Oriente il sultano non concesse firman (decreto) né berat (atto d'investitura), per cui avrebbe personalità giuridica. Questa situazione rimase immutata fino al 1843. Durante questo periodo i rapporti di diritto civile tra cristiani siro-orientali e governo di Istanbul furono regolati dalla Chiesa armena.

### Scissioni

Le Chiese siriache: occidentali ed orientali

Nella Chiesa d'Oriente, fin dal XV secolo, una prassi stabilì che il titolo di patriarca fosse assegnato solo in linea ereditaria, ai familiari del catholicos (da zio a nipote). La prassi venne inaugurata da Mar Shimun IV e veniva assicurata nominando come metropoliti, ai quali unicamente spettava scegliere un nuovo catholicos, membri della sua stessa famiglia.
Nel 1551 morì il catholicos Simone Bar Mama. Il suo successore avrebbe dovuto essere il nipote Simone Denha, ed in effetti alcuni vescovi procedettero alla sua elezione. Ma un gruppo di altri vescovi sostenne che Giovanni Sulaqa sarebbe stato più degno di Simone e lo elessero a loro volta (egli prese il nome di Giovanni Sulaqa VIII). Questa doppia elezione provocò uno scisma. Giovanni VIII decise un riavvicinamento con la Chiesa cattolica. Si recò a Roma nel 1552 e nel 1553 ottenne dal papa Giulio III il titolo di patriarca della Chiesa siro-orientale. La Chiesa d'Oriente ebbe allora così due capi antagonisti, un patriarca "in linea ereditaria" ad Alqosh (circa 50 km a nord di Mosul), e un patriarca in comunione con il Papa ad Amida (in turco Diyarbakır, nell'alta valle del Tigri).
Questa situazione ebbe fine nel 1662, quando l'allora patriarca di Amida, Mar Shimun XIII Denha, interruppe le relazioni con Roma e trasferì la propria sede nel villaggio di Qodchanis (oggi Konak), situato 500 km ad est di Amida. Il risultato fu che i patriarchi non in comunione con Roma divennero due. Il vescovo di Amida Yosep I si convertì al cattolicesimo e fu riconosciuto nel 1677 dal governo civile (turco) come patriarca di Amida e nel 1681 da Roma come pastore dei credenti siro-orientali ancora fedeli al pontefice.
Nel 1771 il patriarca di Alqosh, Eliyya XII, sottoscrisse una professione di fede cattolica, creando una situazione di due presuli in comunione con Roma e uno non in comunione. La professione di fede di Eliyya XII fu ripudiata nel 1778 dal suo successore Eliyya XIII. La Santa Sede nel 1783 riconobbe un suo rivale, il catholicos Yukhannan VIII Hormizd, come vescovo di Mosul e amministratore delle chiese caldee non soggette al patriarcato di Amida. La risultante situazione di due principali presuli cattolici e due patriarchi non in comunione con Roma fu risolta con la morte di uno dei "nestoriani" nel 1804 e la nomina nel 1830 di Yukhannan VIII Hormizd come Patriarca di Babilonia dei Caldei e pastore di tutti i siro-orientali cattolici. I capi successivi della Chiesa cattolica caldea sono i suoi successori, mentre i capi della Chiesa assira d'Oriente e dell'Antica Chiesa d'Oriente sono successori di Shimun XIII Denha.

## Cronotassi dei Patriarchi della Chiesa d'Oriente
Per il periodo precedente il 410, vedi Arcidiocesi di Seleucia-Ctesifonte

### Dal 410 al 1552
- Isacco (399 – 410/411)[45]
- Ahai (410/411 – 415)
- Yab-Alaha I (415 - 420)[46]
- Mana (420)
- Farbokht (420-421)
- Dadisho I (421-456)[47]
- Babowai (457 - maggio/giugno 484)[48]
- Acacio (Aqaq) (485-496/98)[49]
- Babai (497 - 502/503)[50]
- Shila (circa 505 - 523)
- Elisha (Eliseo) (circa 523 - 535)[51]
- Paolo (circa 535 - 540)
- Aba I (circa 540 - 29 febbraio 552)[52]
- Giuseppe (552 - 567)[53]
- Ezechiele (febbraio 567 - 581)[54]
- Ishoʿyahb I (582-595).[55]
- Sabrisho I (596-604)
- Gregorio (aprile 605-609)[56]
  - Sede vacante (609-628)
- Ishoʿyahb II (628- 644 o 646)
- Emmeh (646-649)
- Ishoʿyahb III (649-659)
- Gewargis I (Giorgio I) (661-680)[57]
- Giovanni I bar Marta (680-682)
- Hnan-Isho I (685-700)
- Slibaʿzkha (714-728)
- Pethion (731-740)
- Aba II (741-751)
- Surin (ca. 754)
- Giacomo II (754-773)[58]
- Hnan-Isho II (774-780)[59]
- Timoteo I (780-c.823)[60]
- Ishoʿ bar Nun (c.825-828)
- Gewargis II (828-832)
- Sabrisho II (832-836)
- Abramo II (837-850)
- Teodosio (853-858)
- Sergio (860-872)

- Israel I di Kaskar (876)
- Anoshel (Enos) (877-884)
- Giovanni II bar Narsai (884-892)
- Giovanni III (893-899)
- Giovanni IV bar Abgar (900-905)
- Abramo III Abraza (905-937)
- Emmanuele I (937-960)
- Israel II di Karkhaya (961-962)
- Abdisho I bar Aqre (963-986)
- Mari II bar Tuba (987-1000)
- Giovanni V bar Isa (1000-1012)
- Giovanni VI bar Nazuk (1012-1020)
- Ishoʿyahb IV bar Ezechiel (1020-1025)
- Eliyya I (1028-1049)
- Giovanni VII bar Targal (1049-1057)
- Sabrisho III Zambur (1061-1072)
- Abdisho II ibn al-ʿArid (1074-1090)
- Makkikha I bar Shlemon (1092-1110)
- Elia II bar Muqli (1110-1132)
- Bar Sawma (1133-1136)
- Abdisho III bar Muqli (1138-1147)
- Ishoʿyahb V (1149-1175)
- Elia III (Abu Halim) (1176-1190)
- Yab-Alaha II bar Qayyoma (1190-1222)
- Sabrisho IV bar Qayyoma (1222-1226)
- Sabrisho V bar Masihi (1226-1256)
- Makkikha II (1257-1265)
- Denha I (1265-1281)
- Yab-Alaha III bar Turkaye[61] (1281–1317)[62]
- Timoteo II (1318–ca. 1332)[63]
- Denha II (1336/7–1381/2)[64]
- Shimun II (1365-1392 o 1385-1407)[65]
- Shimun III (1403-1407)
- Elia IV (1437)
- Shimun IV Basidi (1437-1497)[66]
- Shimun V (1497-1501)[67]
- Elia V (1502-1503)
- Shimun VI (1503-1538)
- Shimun VII Isho'yahb (1538-1558)

### Dal 1552 al 1662
Nel 1552 uno scisma divide la Chiesa d'Oriente. Da questo momento, fino a metà circa del XVII secolo, coesisteranno due Chiese e due serie patriarcali:
- la serie dei patriarchi di nome Elia, con sede nel monastero di Rabban Ormisda, che prosegue la serie storica dei patriarchi della Chiesa d'Oriente, fedeli alla propria tradizione teologica;
- la serie dei patriarchi di nome Shimun (Simone), in comunione con la Chiesa cattolica.

Linea di Eliyya (nestoriana)
- Elia VI ?
- Elia VII (VI) (1558-1591)
- Elia VIII (VII) (1591-1617)
- Elia IX (VIII) (1617–1660)

Linea di Shimun, in comunione con la Chiesa cattolica forse fino al 1662
- Shimun VIII Sulaqa (1553-1555)[68]
- Abdisho IV Maron (1562-1570)[69]
- Yab-Alaha IV Shimun (1577 o 1578 - 1579 o 1580)[70]
- Shimun IX Denha (1581-1600)
- Shimun X Eliyya (1600–1638)[71]
- Shimun XI Eshuyow (1638–1656)
- Shimun XII Yoalaha (1656–1662)

### Dal 1662 al 1830
Dopo il 1662, si formarono tre patriarcati della Chiesa d'Oriente:
- il patriarcato della linea di Eliyya, con sede nel Monastero di Rabban Ormisda, presso Alqosh, che proseguì la serie patriarcale storica;
- il patriarcato della linea di Shimun, con sede a Qodchanis, sorto quando il patriarca Shimun XIII Denha lasciò il cattolicesimo e ritornò alla tradizionale fede nestoriana;
- il patriarcato della linea dei Josephiti, sorto quando il metropolita Yosep di Amida aderì al cattolicesimo e fu riconosciuto dalla Santa Sede come nuovo patriarca cattolico della Chiesa d'Oriente, con sede nella stessa città di Amida.

Linea di Eliyya (nestoriana)
- Elia X (IX) Yohannan Marogin (1660–1700)
- Elia XI (X) Marogin (1700–1722)
- Elia XII (XI) Denha (1722–1778)
- Eliyya XIII Ishoʿyahb (1778–1804)

Linea di Shimun (nestoriana)
- Shimun XIII Denha (1662–1700)
- Shimun XIV Shlemon (1700–1740)
- Shimun XV Mikhail Mukhtas (1740–1780)
- Shimun XVI Yohannan (1780–1820)

Linea dei Josephiti (cattolica)
- Yosep I (1681-1695)
- Yosep II Bet Ma'aruf (1696-1713)
- Yosep III Maraugin (1714-1757 o 1759)
- Yosep IV Hindi (1759-1781)
  - Augustin Hindi (1781-1827)
amministratore patriarcale

### Dal 1830 ad oggi
- All'inizio dell'Ottocento, con la morte del patriarca Eliyya XIII Ishoʿyahb, ha termine la serie dei patriarchi di nome Elia. L'intera Chiesa, che aveva nei patriarchi di questa serie i loro responsabili, passa al cattolicesimo, e con Yukhannan VIII Hormizd inizia una nuova serie patriarcale cattolica, tuttora attiva, che sostituisce quella della linea dei patriarchi di nome Yosep, che è soppressa.
- Prosegue la serie patriarcale della linea dei Shimun, a capo dell'unica Chiesa rimasta fedele all'antica tradizione nestoriana.
- Uno scisma all'interno della Chiesa assira d'Oriente porta alla nascita nel 1968 dell'Antica Chiesa d'Oriente.

Patriarchi di Babilonia dei Caldei
- Yukhannan VIII Hormizd (1830–1838)
- Nikolas I Eshaya (1838-1847)
- Yosep VI Audo (1848-1878)
- Eliya XIV Abulyonan (1879-1894)
- Audishu V Khayyat (1895-1899)
- Yosep Emmanuel II Thoma (1900-1947)
- Yosep VII Ghanima (1948-1958)[73]
- Paul II Cheikho (1958-1989)
- Raphaël I Bidawid (1989-2003)
- Emmanuel III Delly (2003-2012)
- Louis Raphaël I Sako, eletto il 31 gennaio 2013

Patriarchi della Chiesa assira d'Oriente
- Shimun XVII Abraham (1820–1861)
- Shimun XVIII Rowil (1861–1903)
- Shimun XIX Benyamin (1903-18)
- Shimun XX Paulos (1918-20)
- Shimun XXI Eshai[74] (o Eşai o Işai) (1920–1975)[75]
- Denha (o Dinkha) IV (1976–2015)[76].
- Gewargis III (Giorgio III) Sliwa (2015-2020)[77]
- Awa III, dall'8 settembre 2021

Patriarchi dell'Antica Chiesa d'Oriente
- Thoma Darmo (1968–1969)
- Addai II Giwargis (1970-2022)
- Gewargis III Younan, dal 12 novembre 2022